# Trasporti in Slovenia
La Slovenia è situata in posizione strategica sugli itinerari tra l'Europa occidentale e i Balcani, e nonostante la piccola superficie della repubblica di recente fondazione (1991), il sistema di trasporti in Slovenia è molto sviluppato:

## Sistema ferroviario

### Ferrovie
In totale: 1.229 km gestiti dalle Ferrovie slovene
- a scartamento standard (1435 mm): 1.229 km, dei quali 503,5 km elettrificati e connessi con la rete italiana delle FS (dati 2004)

L'alimentazione elettrica delle ferrovie slovene è a corrente continua di 3000V, cioè analoga a quella italiana.

### Collegamenti ferroviari con i paesi confinanti
- Italia - si
- Croazia - si
- Ungheria - si
- Austria - si

## Sistema stradale
Totale: 20.155 km
- di cui asfaltate: 18.381 km
- di cui non asfaltate: 1.774 km (dati 2004)

### Autostrade
- A1 - Percorso: Šentilj (confine austriaco) - Maribor - Celje - Lubiana (A2, H3) - Postumia - Prevallo (H4) - Divaccia (A3) - Capodistria (H5)
- A2 - Percorso: tunnel delle Caravanche (confine austriaco) - Jesenice - Kranj - Lubiana (A1, H3) - Novo Mesto - Obrežje (confine croato)

## Porti
- Isola
- Capodistria
- Pirano

## Aeroporti
- totale: 14 (dati 2004)

### Aeroporti con piste asfaltate
- totale: 6

Lunghezza delle piste:
- oltre i 3.047 m: 1
- tra 2.438 e 3.047 m: 1
- tra 1.524 e 2.437 m: 1
- tra 914 e 1.523 m: 2
- sotto i 914 m: 1 (dati 2004)

### Aeroporti con piste non asfaltate
- totale: 8

Lunghezza delle piste:
- tra 1.524 e 2.437 m: 2
- tra 914 e 1.523 m: 2
- sotto i 914 m: 4 (dati 2004)